# Hinsdale (New Hampshire)
Hinsdale is een plaats (town) in de Amerikaanse staat New Hampshire, en valt bestuurlijk gezien onder Cheshire County.

## Demografie
Bij de volkstelling in 2000 werd het aantal inwoners vastgesteld op 4082.

## Geografie
Volgens het United States Census Bureau beslaat de plaats een oppervlakte van 59 km², waarvan 53,6 km² land en 5,4 km² water. Hinsdale ligt op ongeveer 64 m boven zeeniveau.

## Plaatsen in de nabije omgeving
De onderstaande figuur toont nabijgelegen plaatsen in een straal van 16 km rond Hinsdale.